# ماريو مونتويا
ماريو مونتويا (بالإسبانية: Mario Montoya)‏ هو سباح كوستاريكي، ولد في 18 أغسطس 1989 في سان خوسيه في كوستاريكا.

## وصلات خارجية
- ماريو مونتويا على موقع الاتحاد الدولي للسباحة (الإنجليزية)
- ماريو مونتويا على موقع أوليمبيديا (الإنجليزية)